# Pryor, Montana
Pryor, Montana (енгл. Pryor) насељено је место без административног статуса у америчкој савезној држави Монтана.

## Демографија
По попису из 2010. године број становника је 618, што је 10 (-1,6%) становника мање него 2000. године.
| Група             | 2000.      | 2010.      |
| Белци             | 77 (12,3%) | 74 (12,0%) |
| Афроамериканци    | 0 (0,0%)   | 0 (0,0%)   |
| Азијати           | 1 (0,2%)   | 0 (0,0%)   |
| Хиспаноамериканци | 8 (1,3%)   | 17 (2,8%)  |
| Укупно            | 628        | 618        |